# Видич, Алекса
Алекса Видич (серб. Алекса Видић; род. 29 сентября 1994, Ужице) — сербский футболист, защитник клуба «Ширак».

## Карьера

### «Слобода» Ужице
Воспитанник футбольной академии сербского клуба «Слобода», к которой присоединился в 2003 году. В 2013 году футболист на правах арендного соглашения присоединился к сербскому клубу «Мачва». Летом 2014 года по возвращении из аренды футболист стал тренироваться с основной командой клуба. Дебютировал за клуб 30 августа 2014 года в матче против клуба «Колубара», выйдя на поле в стартовом составе. Начиная со следующего сезона футболист стал ключевым игроком сербского клуба. Дебютный гол за клуб забил 15 ноября 2015 года в матче против белградского клуба «Синджелич». Всего за клуб футболист успел отличился 3 забитыми голами.

### «Смолевичи»
В марте 2018 года футболист перешёл в белорусский клуб «Смолевичи». Дебютировал за клуб 1 апреля 2018 года в матче против борисовского БАТЭ, выйдя на поле в стартовом составе. Футболист сразу же закрепился в основной команде клуба, став одним из ключевых игроков, однако результативными действиями не отличился. Закончил сезон на предпоследнем итогов месте, тем самым вылетев в Первую Лигу. Сам футболист вскоре покинул белорусский клуб.

### «Минск»
В марте 2019 года футболист стал игроком столичного белорусского клуба «Минск». Дебютировал за клуб 29 марта 2019 года в матче против «Витебска», выйдя на поле в стартовом составе. На протяжении сезона был одним из ключевых игроков клуба. Вместе с клубом закончил чемпионат на итоговом девятом месте. В январе 2020 года футболист покинул клуб.

### «Будучност» Подгорица
В феврале 2020 года футболист присоединился к черногорскому клубу «Будучност». Дебютировал за клуб 29 февраля 2020 года в матче против клуба «Петровац», выйдя на замену на 10 минуте. Затем чемпионат был приостановлен из-за пандемии COVID-19, возобновившись в июне 2020 года, где сам футболист провёл всего лишь 2 матча и затем покинул черногорский клуб.

### «Златибор»
В июле 2020 года футболист перешёл в сербский клуб «Златибор». Дебютировал за клуб 15 августа 2020 года в матче против клуба «Чукарички», выйдя на поле в стартовом составе. Закрепиться в основной команде у футболист по итогу сезона не вышло, большую часть сезона пропустив из-за травм. По окончании сезона футболист покинул клуб, за который успел сыграть в 4 матчах.

### «Раднички» Сремска-Митровица
В июле 2021 года футболист присоединился к сербскому клубу «Раднички». Дебютировал за клуб 7 августа 2021 года в матче против клуба «Рад», выйдя на замену на 89 минуте. Дебютный гол за клуб забил 23 октября 2021 года в матче против клуба «Лозница». Затем футболист закрепился в стартовом составе клуба, за который по итогу сезона отличился 2 забитыми голами. По окончании сезона покинул клуб.

### «Ширак»
В июле 2022 года футболист пополнил ряды армянского клуба «Ширак». Дебютировал за клуб 31 июля 2022 года в матче против ереванского ЦСКА, выйдя на поле в стартовом составе. Футболист сразу же стал ключевым защитником в клубе. Первым результативным действием за клуб отличился 5 октября 2022 года в матче Кубка Армении против клуба «Сюник», отдав голевую передачу. Вместе с клубом дошёл финала Кубка Армении, где уступили титул клубу «Урарту».
Новый сезон футболист начал с матча 29 июля 2023 года против клуба «Вест Армения», выйдя на поле в стартовом составе. Дебютный гол за клуб забил 19 сентября 2023 года в матче против клуба «Арарат-Армения».